# Severní Borodino
Severní Borodino (japonsky 北大東島 – Kita Daitó džima) je nejsevernější ostrov z Borodinských ostrovů, japonského souostroví ve Filipínském moři patřícího ze správního hlediska pod prefekturu Okinawa. Leží přibližně devět kilometrů severně od většího a lidnatějšího Jižního Borodina a 360 kilometrů východně od Nahy v souostroví Rjúkjú, správního střediska prefektury. Jedná se o korálový ostrov oválného půdorysu s rozlohou necelých dvanácti kilometrů. K 1. lednu 2015 měl 702 obyvatel.